# Dölme (Bevern)
Dölme ist ein Ortsteil des Fleckens Bevern im Landkreis Holzminden in Niedersachsen.

## Geografie
Dölme liegt an der Weser gegenüber von dem Naturschutzgebiet Mühlenberg bei Pegestorf mit den markanten Klippen. Es ist zwischen der Ottensteiner Hochfläche im Westen und dem Naturpark Solling-Vogler im Osten eingekeilt. 
Hindurch führt der Weserradweg. Am Weserufer ist der historische Treidelpfad.

## Geschichte
Am 1. Januar 1973 wurde Dölme in die Gemeinde Bevern eingegliedert.